# Alois Oroz
Alois Dominik Oroz (* 29. Oktober 2000 in Wien) ist ein kroatisch-österreichischer Fußballspieler.

## Karriere

### Verein
Oroz begann seine Karriere beim Wiener Sportklub. 2007 kam er in die Jugend des FK Austria Wien. 2013 wechselte er zum First Vienna FC. Im Februar 2017 debütierte er für die Zweitmannschaft der Vienna gegen den Nußdorfer AC in der fünfthöchsten Spielklasse. Im März 2017 absolvierte er schließlich auch sein erstes Spiel für die erste Mannschaft der Vienna in der Regionalliga, als er am 18. Spieltag der Saison 2016/17 gegen den SC-ESV Parndorf 1919 in der 77. Minute für Mehmet Sütcü eingewechselt wurde. Bis Saisonende kam Oroz zu zwei Einsätzen in der Regionalliga Ost, welche er mit seinem Verein auch gewann.
Zur Saison 2017/18 wechselte der Abwehrspieler in die Akademie des FC Red Bull Salzburg. Im März 2018 stand er gegen den FC Wacker Innsbruck erstmals im Kader des zweitklassigen Farmteams FC Liefering. Zur Saison 2018/19 rückte er schließlich fest in den Kader von diesem auf. Sein Debüt in der 2. Liga gab er schließlich im Februar 2019, als er am 16. Spieltag jener Saison gegen den SV Horn in der Startelf stand und in der 73. Minute durch Sebastian Aigner ersetzt wurde. In zweieinhalb Spielzeiten kam er zu 48 Zweitligaeinsätzen für Liefering, in denen er drei Tore erzielte.
Im Jänner 2021 wechselte er in die Niederlande zum Erstligisten Vitesse Arnheim, bei dem er einen bis Juni 2023 laufenden Vertrag erhielt. In eineinhalb Jahren in Arnheim kam der Defensivmann zu 28 Einsätzen in der Eredivisie. Zur Saison 2022/23 kehrte Oroz nach Österreich zurück und wechselte leihweise zum amtierenden Vizemeister SK Sturm Graz. Bei Sturm spielte er allerdings keine Rolle und kam für die Profis nur zu zwei Bundesligaeinsätzen, primär spielte er für die Reserve der Grazer in der 2. Liga. Daher wurde der Leihvertrag im Dezember 2022 wieder aufgelöst.
Im Anschluss kehrte Oroz wieder nach Arnheim zurück. Bis zum Ende der Saison 2022/23 kam er dort zu 16 Einsätzen in der Eredivisie. In der Saison 2023/24 kam er zu 27 Einsätzen im niederländischen Oberhaus, aus dem er mit Vitesse abstieg. Daraufhin wechselte er im August 2024 nach Russland zu Erstligist Krylja Sowetow Samara.

### Nationalmannschaft
Der gebürtige Österreicher Oroz debütierte im Mai 2018 gegen Bosnien und Herzegowina für die kroatische U-18-Auswahl. Im August 2018 kam er gegen Italien auch erstmals für die U-19-Mannschaft der Kroaten zum Einsatz.